# Balaghatta, Channarayapatna
Balaghatta là một làng thuộc tehsil Channarayapatna, huyện Hassan, bang Karnataka, Ấn Độ.